# Persone di cognome Smith
| Questa pagina contiene informazioni ricavate automaticamente dalle voci biografiche con l'ausilio del template Bio e di un bot. L'aggiornamento è periodico e automatico e ricostruisce completamente la pagina. Se manca una persona in questa lista, sei pregato di non aggiungerla, ma accertati piuttosto che la sua voce biografica contenga il template Bio e che i dati anagrafici siano correttamente compilati. Se il template Bio manca, inseriscilo tu stesso o, in alternativa, metti l'avviso {{tmp\|Bio}} che ne segnala la mancanza. Se i dati riportati sono sbagliati, correggi direttamente la voce biografica; le modifiche saranno visibili in questa lista entro pochi giorni. Per chiarimenti vedi il progetto antroponimi. La lista contiene solo le 864 persone che sono citate nell'enciclopedia e per le quali è stato implementato correttamente il template Bio. Pagina aggiornata al 7 ago 2025. |

Questa è una lista di persone presenti nell'enciclopedia che hanno il cognome Smith, suddivise per attività principale.

## Allenatori di calcio(13)
- Alan Smith, allenatore di calcio e ex calciatore inglese (Rothwell, n. 1980)
- Alan Smith, allenatore di calcio inglese (n. 1946)
- Anthony Smith, allenatore di calcio e ex calciatore inglese (Sunderland, n. 1971)
- Dave Smith, allenatore di calcio e calciatore scozzese (Dundee, n. 1933 - † 2022)
- Dave Smith, allenatore di calcio e ex calciatore scozzese (Aberdeen, n. 1943)
- Dean Smith, allenatore di calcio, dirigente sportivo e ex calciatore inglese (West Bromwich, n. 1971)
- Gary Smith, allenatore di calcio e ex calciatore inglese (Harlow, n. 1968)
- Eric Smith, allenatore di calcio e calciatore scozzese (Glasgow, n. 1934 - Dubai, † 1991)
- Joe Smith, allenatore di calcio e calciatore inglese (Dudley, n. 1889 - Blackpool, † 1971)
- Mike Smith, allenatore di calcio inglese (Hendon, n. 1937 - † 2021)
- Ron Smith, allenatore di calcio e ex calciatore inglese (Londra, n. 1949)
- W. J. Smith, allenatore di calcio inglese (n. 1893 - † 1957)
- Billy Smith, allenatore di calcio e calciatore inglese (Tantobie, n. 1895 - Huddersfield, † 1951)

## Allenatori di football americano(2)
- Mike Smith, allenatore di football americano statunitense (Chicago, n. 1959)
- Travis Smith, allenatore di football americano e ex giocatore di football americano statunitense (Walnut Creek)

## Allenatori di hockey su ghiaccio(1)
- Barry Smith, allenatore di hockey su ghiaccio e dirigente sportivo statunitense (Buffalo, n. 1952)

## Allenatori di pallacanestro(1)
- Tubby Smith, allenatore di pallacanestro statunitense (Scotland, n. 1951)

## Allenatori di tennis(1)
- Stan Smith, allenatore di tennis e ex tennista statunitense (Pasadena, n. 1946)

## Allenatrici di calcio(1)
- Kelly Smith, allenatrice di calcio e ex calciatrice inglese (Watford, n. 1978)

## Allevatori(1)
- Tom Smith, allevatore statunitense (Georgia, n. 1878 - Glendale, † 1957)

## Altisti(3)
- Steve Smith, ex altista britannico (Liverpool, n. 1973)
- Allan Smith, altista britannico (Paisley, n. 1992)
- Steve Smith, ex altista statunitense (n. 1971)

## Ammiragli(2)
- Conolly Abel Smith, ammiraglio inglese (Branston, n. 1899 - Galashiels, † 1985)
- William Sidney Smith, ammiraglio inglese (Westminster, n. 1764 - Parigi, † 1840)

## Anatomisti(1)
- Grafton Elliot Smith, anatomista e egittologo britannico (Grafton, n. 1871 - Broadstairs, † 1937)

## Animatori(1)
- David P. Smith, animatore, sceneggiatore e character designer statunitense (Los Angeles, n. 1968)

## Antiquari(2)
- Aquilla Smith, antiquario e numismatico irlandese (Nenagh, n. 1806 - † 1890)
- Charles Roach Smith, antiquario, numismatico e archeologo britannico (Shanklin, n. 1807 - Strood, † 1890)

## Antropologi(2)
- Anthony D. Smith, antropologo e sociologo britannico (Londra, n. 1939 - Londra, † 2016)
- William Robertson Smith, antropologo e storico delle religioni scozzese (Aberdeenshire, n. 1846 - † 1894)

## Archeologi(1)
- Michael Ernest Smith, archeologo statunitense (n. 1953)

## Architetti(1)
- Adrian Smith, architetto statunitense (Chicago, n. 1944)

## Archivisti(1)
- Dave Smith, archivista e saggista statunitense (Pasadena, n. 1940 - Burbank, † 2019)

## Arcivescovi cattolici(2)
- Peter David Gregory Smith, arcivescovo cattolico britannico (Londra, n. 1943 - Londra, † 2020)
- Richard William Smith, arcivescovo cattolico canadese (Halifax, n. 1959)

## Artiste(1)
- Kiki Smith, artista statunitense (Norimberga, n. 1954)

## Artisti(2)
- Charles Hamilton Smith, artista e naturalista inglese (Fiandre Orientali, n. 1776 - Plymouth, † 1859)
- Kenneth Smith, artista e effettista statunitense

## Artisti marziali misti(1)
- Anthony Smith, artista marziale misto statunitense (Corpus Christi, n. 1988)

## Assassini(1)
- Eric Smith, assassino statunitense (Contea di Steuben, n. 1980)

## Assiriologi(1)
- George Smith, assiriologo britannico (Londra, n. 1840 - Aleppo, † 1876)

## Astisti(1)
- Guinn Smith, astista statunitense (McKinney, n. 1920 - San Francisco, † 2004)

## Astronauti(2)
- Michael John Smith, astronauta statunitense (Beaufort, n. 1945 - Cape Canaveral, † 1986)
- Steven Lee Smith, ex astronauta statunitense (Phoenix, n. 1958)

## Atleti paralimpici(1)
- Greg Smith, atleta paralimpico australiano (Ballarat, n. 1967)

## Attiviste(2)
- Barbara Smith, attivista e scrittrice statunitense (Cleveland, n. 1946)
- Samantha Smith, attivista e attrice statunitense (Houlton, n. 1972 - Auburn, † 1985)

## Attrici(31)
- Mary Alice, attrice statunitense (Indianola, n. 1936 - New York, † 2022)
- Susan Dey, attrice statunitense (Pekin, n. 1952)
- Mary Pickford, attrice e produttrice cinematografica canadese (Toronto, n. 1892 - Santa Monica, † 1979)
- Lottie Pickford, attrice canadese (Toronto, n. 1893 - Los Angeles, † 1936)
- Kelly Preston, attrice e modella statunitense (Honolulu, n. 1962 - Clearwater, † 2020)
- Maggie Smith, attrice britannica (Ilford, n. 1934 - Londra, † 2024)
- Alexis Smith, attrice e cantante canadese (Penticton, n. 1921 - Los Angeles, † 1993)
- Antonique Smith, attrice e cantante statunitense (East Orange, n. 1983)
- Brooke Smith, attrice statunitense (New York, n. 1967)
- Eileen Essell, attrice britannica (Londra, n. 1922 - Londra, † 2015)
- Esther Smith, attrice britannica (Stourbridge, n. 1986)
- Harley Quinn Smith, attrice statunitense (Red Bank, n. 1999)
- Jaclyn Smith, attrice e imprenditrice statunitense (Houston, n. 1945)
- Kellita Smith, attrice, comica e modella statunitense (Chicago, n. 1969)
- Kyra Smith, attrice olandese (Amsterdam, n. 2003)
- Liz Smith, attrice britannica (Scunthorpe, n. 1921 - Worthing, † 2016)
- Lois Smith, attrice statunitense (Topeka, n. 1930)
- Maisie Smith, attrice e cantante inglese (Southend-on-Sea, n. 2001)
- Makyla Smith, attrice canadese (n. 1982)
- Michelle Ray Smith, attrice e modella statunitense (Bloomfield, n. 1974)
- Phyllis Smith, attrice statunitense (Saint Louis, n. 1949)
- Queenie Smith, attrice, cantante e ballerina statunitense (New York, n. 1898 - Burbank, † 1978)
- Rachele Brooke Smith, attrice, ballerina e youtuber statunitense (n. 1987)
- Renée Felice Smith, attrice statunitense (New York, n. 1985)
- Samantha Smith, attrice statunitense (California, n. 1969)
- Shawnee Smith, attrice statunitense (Orangeburg, n. 1969)
- Sheila Smith, attrice statunitense (Conneaut, n. 1933 - † 2023)
- Sheridan Smith, attrice, cantante e ballerina britannica (Epworth, n. 1981)
- Symba Smith, attrice statunitense (Gulfport, n. 1970)
- Tasha Smith, attrice statunitense (Camden, n. 1971)
- Yeardley Smith, attrice e doppiatrice statunitense (Parigi, n. 1964)

## Attrici pornografiche(3)
- Victoria Givens, ex attrice pornografica e regista statunitense (Morgantown, n. 1970)
- Taylor Hayes, ex attrice pornografica statunitense (Grosse Pointe, n. 1975)
- Jasmine Jae, attrice pornografica britannica (Birmingham, n. 1981)

## Autori di videogiochi(1)
- Matthew Smith, autore di videogiochi britannico (Londra, n. 1966)

## Avvocate(1)
- Virginia Beatrice Smith, avvocato, economista e educatrice statunitense (Seattle, n. 1923 - Alamo, † 2010)

## Avvocati(3)
- Brad Smith, avvocato e dirigente d'azienda statunitense (Milwaukee, n. 1959)
- James Smith, avvocato e politico statunitense (Dublino, n. 1719 - York, † 1806)
- Joseph Lee Smith, avvocato e militare statunitense (New Britain, n. 1776 - † 1846)

## Banchieri(2)
- Abel Smith, banchiere e politico inglese (n. 1717 - Wilford, † 1788)
- Joseph Smith, banchiere, collezionista d'arte e diplomatico inglese (n. 1682 - Venezia, † 1770)

## Bassisti(5)
- Fred Smith, bassista statunitense (New York, n. 1948)
- Greg Smith, bassista statunitense (Valley Stream, n. 1963)
- Pepsi Tate, bassista britannico (Galles, n. 1965 - Penarth, † 2007)
- Neil Smith, bassista australiano (Australia, n. 1953 - Sydney, † 2013)
- Paul Samwell-Smith, bassista e produttore discografico britannico (Richmond upon Thames, n. 1943)

## Batteriste(1)
- Viola Smith, batterista statunitense (Mount Calvary, n. 1912 - Costa Mesa, † 2020)

## Batteristi(6)
- Steve Smith, batterista statunitense (Whitman, n. 1954)
- Amery Smith, batterista statunitense (n. 1964)
- Barry Smith, batterista e percussionista statunitense (Bellingham, n. 1946 - Londra, † 2017)
- Chad Smith, batterista statunitense (Saint Paul, n. 1961)
- Mike Smith, batterista statunitense (New York, n. 1970)
- Neal Smith, batterista statunitense (Akron, n. 1947)

## Biatleti(1)
- Nathan Smith, ex biatleta canadese (Calgary, n. 1985)

## Biochimici(1)
- George Pieczenik Smith, biochimico statunitense (Norwalk, n. 1941)

## Biologi(1)
- Hamilton Smith, biologo statunitense (New York, n. 1931)

## Bobbisti(1)
- Joseph Smith, bobbista statunitense (n. 1925 - † 1983)

## Botaniche(2)
- Annie Morrill Smith, botanica statunitense (Brooklyn, n. 1856 - † 1946)
- Frances Theodora Parsons, botanica statunitense (New York, n. 1861 - Katonah, † 1952)

## Botanici(3)
- Albert Charles Smith, botanico statunitense (n. 1906 - † 1999)
- Lyman Bradford Smith, botanico statunitense (Winchester, n. 1904 - Manhattan, † 1997)
- William Wright Smith, botanico scozzese (Lochmaben, n. 1875 - † 1956)

## Calciatrici(1)
- Kirsty Smith, calciatrice scozzese (n. 1994)

## Canoisti(2)
- David Smith, canoista australiano (n. 1987)
- Tate Smith, canoista australiano (Sydney, n. 1981)

## Canottiere(1)
- Tricia Smith, ex canottiera canadese (Vancouver, n. 1957)

## Canottieri(2)
- Colin Smith, canottiere britannico (Harare, n. 1983)
- John Smith, canottiere sudafricano (Germiston, n. 1990)

## Cantanti(27)
- P. J. Proby, cantante statunitense (Houston, n. 1938)
- Mandy Smith, cantante e attrice britannica (Londra, n. 1970)
- Tom Smith, cantante, chitarrista e pianista britannico (Northampton, n. 1981)
- Bessie Smith, cantante statunitense (Chattanooga, n. 1894 - Clarksdale, † 1937)
- Brent Smith, cantante statunitense (Knoxville, n. 1978)
- Cathy Smith, cantante canadese (Hamilton, n. 1947 - Maple Ridge, † 2020)
- Connie Smith, cantante statunitense (Elkhart, n. 1941)
- Curt Smith, cantante e bassista britannico (Bath, n. 1961)
- Jay Smith, cantante e chitarrista svedese (Helsingborg, n. 1981)
- Sammi Smith, cantante statunitense (Contea di Orange, n. 1943 - Oklahoma City, † 2005)
- Judge Smith, cantante, compositore e percussionista britannico (Inghilterra, n. 1948)
- Kasey Smith, cantante irlandese (Dublino, n. 1990)
- Kate Smith, cantante e contralto statunitense (Greenville, n. 1907 - Raleigh, † 1986)
- Mamie Smith, cantante, pianista e attrice statunitense (Cincinnati, n. 1891 - New York, † 1946)
- Margo Smith, cantante statunitense (Dayton, n. 1939 - Franklin, † 2024)
- Mark E. Smith, cantante britannico (Broughton, n. 1957 - Prestwich, † 2018)
- Max Romeo, cantante giamaicano (Saint Ann Bay, n. 1947 - Parrocchia di Saint Andrew, † 2025)
- Meaghan Smith, cantante canadese (London, n. 1978)
- Michael W. Smith, cantante, compositore e chitarrista statunitense (Kenova, n. 1957)
- Nate Smith, cantante statunitense (Paradise, n. 1985)
- Paris Smith, cantante e attrice statunitense (Houston, n. 2000)
- Jandek, cantante, musicista e produttore discografico statunitense (Houston, n. 1944)
- Telle Smith, cantante, musicista e cantautore statunitense (Dayton, n. 1986)
- Warren Smith, cantante statunitense (n. 1932 - † 1980)
- Willie "Big Eyes" Smith, cantante statunitense (Helena, n. 1936 - Chicago, † 2011)
- Kim Wilde, cantante e attrice britannica (Londra, n. 1960)
- Brenton Wood, cantante statunitense (Shreveport, n. 1941 - Moreno Valley, † 2025)

## Cantautori(7)
- Mod Sun, cantautore e musicista statunitense (Bloomington, n. 1987)
- Elliott Smith, cantautore e musicista statunitense (Omaha, n. 1969 - Los Angeles, † 2003)
- Ernest, cantautore statunitense (Nashville, n. 1992)
- Jordan Smith, cantautore statunitense (Harlan, n. 1993)
- Myles Smith, cantautore britannico (Luton, n. 1998)
- Robert Smith, cantautore e polistrumentista britannico (Blackpool, n. 1959)
- Sam Smith, cantautore britannico (Londra, n. 1992)

## Cantautrici(6)
- Robyn Archer, cantautrice e regista australiana (Prospect, n. 1948)
- Yebba, cantautrice statunitense (West Memphis, n. 1995)
- Hollie Smith, cantautrice neozelandese (Auckland, n. 1972)
- Jorja Smith, cantautrice britannica (Walsall, n. 1997)
- Mindy Smith, cantautrice statunitense (New York, n. 1972)
- Patti Smith, cantautrice, poetessa e artista statunitense (Chicago, n. 1946)

## Cestiste(16)
- Bev Smith, ex cestista e allenatrice di pallacanestro canadese (Armstrong, n. 1960)
- Christy Smith, ex cestista e allenatrice di pallacanestro statunitense (Oxford, n. 1975)
- Aiysha Smith, ex cestista statunitense (Detroit, n. 1980)
- Alanna Smith, cestista australiana (Hobart, n. 1996)
- Brooke Smith, ex cestista statunitense (San Anselmo, n. 1984)
- Charlotte Smith, ex cestista e allenatrice di pallacanestro statunitense (Shelby, n. 1973)
- Charmin Smith, ex cestista e allenatrice di pallacanestro statunitense (St. Louis, n. 1975)
- Crystal Smith, ex cestista statunitense (Haughton, n. 1984)
- Jenna Smith, cestista statunitense (Des Moines, n. 1988)
- Katie Smith, ex cestista e allenatrice di pallacanestro statunitense (Lancaster, n. 1974)
- Kianna Smith, cestista statunitense (Moreno Valley, n. 1999)
- Kim Smith, cestista canadese (Surrey, n. 1984)
- NaLyssa Smith, cestista statunitense (San Antonio, n. 2000)
- Rhonda Smith, ex cestista statunitense (Seattle, n. 1973)
- Shenneika Smith, ex cestista e allenatrice di pallacanestro giamaicana (Kingston, n. 1989)
- Tangela Smith, ex cestista e allenatrice di pallacanestro statunitense (Chicago, n. 1977)

## Chimici(1)
- Michael Smith, chimico inglese (Blackpool, n. 1932 - Vancouver, † 2000)

## Chirurghi(1)
- Andrew Smith, chirurgo, naturalista e esploratore scozzese (Hawick, n. 1797 - Londra, † 1872)

## Chitarristi(5)
- Adrian Smith, chitarrista britannico (Hackney, n. 1957)
- Fred Smith, chitarrista e bassista statunitense (Virginia Occidentale, n. 1948 - Detroit, † 1994)
- Matt Smith, chitarrista statunitense
- Mike Smith, chitarrista statunitense (Middle River, n. 1973)
- Zachary Smith, chitarrista e cantautore statunitense

## Ciclisti su strada(1)
- Dion Smith, ciclista su strada neozelandese (Taupaki, n. 1993)

## Circensi(1)
- Lillian Smith, circense statunitense (n. 1871 - † 1930)

## Comici(1)
- Mel Smith, comico, regista e produttore cinematografico britannico (Londra, n. 1952 - Londra, † 2013)

## Compositori(2)
- John Stafford Smith, compositore, organista e musicologo britannico (Gloucester, n. 1750 - Londra, † 1836)
- Paul Smith, compositore statunitense (Calumet, n. 1906 - Glendale, † 1985)

## Condottieri(1)
- John Smith, condottiero nativo americano († 1922)

## Conduttori televisivi(1)
- Jeff Brazier, conduttore televisivo inglese (Bracknell, n. 1979)

## Conduttrici televisive(1)
- Sandra Smith, conduttrice televisiva statunitense (Chicago, n. 1980)

## Criminali(1)
- Susan Smith, criminale statunitense (Union, n. 1971)

## Danzatrici(2)
- Carolyn Smith, ballerina, coreografa e personaggio televisivo britannica (Glasgow, n. 1960)
- Julia Smith, ballerina e showgirl australiana (Southport, n. 1980)

## Designer(1)
- Martin Smith, designer britannico (Sheffield, n. 1949)

## Diplomatici(2)
- Stephen Edward Smith, diplomatico statunitense (New York, n. 1927 - Manhattan, † 1990)
- Thomas Smith, diplomatico e politico inglese (Saffron Walden, n. 1513 - Surrey, † 1577)

## Direttori della fotografia(1)
- Larry Smith, direttore della fotografia britannico (Londra, n. 1949)

## Dirigenti d'azienda(1)
- Robert Smith, dirigente d'azienda scozzese (Glasgow, n. 1944)

## Dirigenti sportivi(2)
- Doug Smith, dirigente sportivo e calciatore scozzese (Aberdeen, n. 1937 - Dundee, † 2012)
- Franco Smith, dirigente sportivo, allenatore di rugby a 15 e ex rugbista a 15 sudafricano (Lichtenburg, n. 1972)

## Disc jockey(3)
- Dennis Alcapone, disc jockey e beatmaker giamaicano (Clarendon, n. 1947)
- Jamie xx, disc jockey e produttore discografico britannico (Londra, n. 1988)
- Timmy Trumpet, disc jockey, trombettista e produttore discografico australiano (Sydney, n. 1982)

## Discoboli(1)
- Rutger Smith, ex discobolo, ex pesista e allenatore di atletica leggera olandese (Groninga, n. 1981)

## Disegnatori(1)
- Win Smith, disegnatore e fumettista statunitense (Phoenix, n. 1888 - † 1941)

## Doppiatori(1)
- Roger Craig Smith, doppiatore statunitense (St. Joseph, n. 1975)

## Economisti(1)
- Vernon Smith, economista statunitense (Wichita, n. 1927)

## Egittologi(1)
- Edwin Smith, egittologo e collezionista d'arte statunitense (Bridgeport, n. 1822 - † 1906)

## Entomologi(2)
- Frederick Smith, entomologo britannico (n. 1805 - † 1879)
- James Edward Smith, entomologo e botanico inglese (Norwich, n. 1759 - † 1828)

## Filosofi(4)
- Adam Smith, filosofo e economista scozzese (Kirkcaldy, n. 1723 - Edimburgo, † 1790)
- Barry Smith, filosofo britannico (Bury, n. 1952)
- John Smith, filosofo e teologo inglese (Achurch, n. 1618 - Cambridge, † 1652)
- Norman Kemp Smith, filosofo scozzese (Dundee, n. 1872 - Edimburgo, † 1958)

## First lady(1)
- Rosalynn Carter, first lady statunitense (Plains, n. 1927 - Plains, † 2023)

## Fisici(1)
- George Elwood Smith, fisico statunitense (White Plains, n. 1930 - Barnegat, † 2025)

## Fotografe(1)
- Dayna Smith, fotografa statunitense

## Fotografi(1)
- Bradley Smith, fotografo statunitense (New Orleans, n. 1910 - New York, † 1997)

## Fotoreporter(1)
- William Eugene Smith, fotoreporter statunitense (Wichita, n. 1918 - Tucson, † 1978)

## Fumettisti(4)
- Al Smith, fumettista statunitense (New York, n. 1902 - Rutland, † 1986)
- Beau Smith, fumettista statunitense (Huntington, n. 1954)
- Frank Smith, fumettista statunitense (n. 1908 - † 1986)
- Jeff Smith, fumettista statunitense (McKees Rocks, n. 1960)

## Generali(8)
- Edmund Kirby Smith, generale statunitense (St. Augustine, n. 1824 - Sewanee, † 1893)
- Giles Alexander Smith, generale statunitense (Contea di Jefferson, n. 1829 - Bloomington, † 1876)
- Harry Smith, I baronetto, generale britannico (Whittlesey, n. 1787 - Londra, † 1860)
- Holland Smith, generale statunitense (Seale, n. 1882 - San Diego, † 1967)
- Jacob H. Smith, generale statunitense (Contea di Jackson, n. 1840 - San Diego, † 1918)
- Joseph Smith, generale britannico (Inghilterra, n. 1732 - Inghilterra, † 1790)
- Julian C. Smith, generale statunitense (Elkton, n. 1885 - † 1975)
- Ralph C. Smith, generale statunitense (Omaha, n. 1893 - Palo Alto, † 1998)

## Geologi(1)
- William Smith, geologo inglese (Churchill, n. 1769 - Northampton, † 1839)

## Ginnaste(2)
- Ada Smith, ginnasta britannica (Leigh, n. 1903 - Atherton, † 1994)
- Ragan Smith, ex ginnasta statunitense (Snellville, n. 2000)

## Ginnasti(1)
- Louis Smith, ginnasta inglese (Peterborough, n. 1989)

## Giocatori di baseball(6)
- Will Smith, giocatore di baseball statunitense (Louisville, n. 1995)
- Caleb Smith, giocatore di baseball statunitense (Huntsville, n. 1991)
- Dominic Smith, giocatore di baseball statunitense (Los Angeles, n. 1995)
- Seth Smith, giocatore di baseball statunitense (Jackson, n. 1982)
- Mallex Smith, giocatore di baseball statunitense (Tallahassee, n. 1993)
- Ozzie Smith, ex giocatore di baseball statunitense (Mobile, n. 1954)

## Giocatori di freccette(1)
- Michael Smith, giocatore di freccette inglese (St Helens, n. 1990)

## Giocatori di poker(3)
- Bill Smith, giocatore di poker statunitense (Roswell, n. 1934 - Las Vegas, † 1996)
- Dan Smith, giocatore di poker statunitense (Manalapan, n. 1989)
- Gavin Smith, giocatore di poker canadese (Guelph, n. 1968 - Houston, † 2019)

## Giornaliste(1)
- Keely Shaye Smith, giornalista e conduttrice televisiva statunitense (Vallejo, n. 1963)

## Giornalisti(2)
- Howard K. Smith, giornalista, conduttore radiofonico e conduttore televisivo statunitense (Ferriday, n. 1914 - Bethesda, † 2002)
- Tomaso Smith, giornalista, scrittore e politico italiano (Bagni di Lucca, n. 1886 - Roma, † 1966)

## Golfisti(1)
- William Smith, golfista statunitense (Filadelfia, n. 1865 - Lower Merion, † 1936)

## Hockeisti su ghiaccio(10)
- Gary Smith, ex hockeista su ghiaccio canadese (Ottawa, n. 1944)
- Rick Smith, ex hockeista su ghiaccio canadese (Hamilton, n. 1948)
- Austin Smith, ex hockeista su ghiaccio canadese (Dallas, n. 1988)
- Ben Smith, hockeista su ghiaccio statunitense (Winston-Salem, n. 1988)
- Craig Smith, hockeista su ghiaccio statunitense (Madison, n. 1989)
- Gordon Smith, hockeista su ghiaccio statunitense (Winchester, n. 1908 - Boston, † 1999)
- Jake Smith, hockeista su ghiaccio canadese (Oakville, n. 1995)
- Mike Smith, hockeista su ghiaccio canadese (Kingston, n. 1982)
- Hooley Smith, hockeista su ghiaccio canadese (Toronto, n. 1903 - Montréal, † 1963)
- Billy Smith, ex hockeista su ghiaccio canadese (Perth, n. 1950)

## Illustratori(1)
- Travis Smith, illustratore statunitense (San Diego, n. 1970)

## Illustratrici(2)
- Jessie Willcox Smith, illustratrice statunitense (Filadelfia, n. 1863 - Filadelfia, † 1935)
- Keri Smith, illustratrice e artista canadese

## Imprenditori(3)
- Jack Smith, imprenditore statunitense (n. 1968)
- Bruton Smith, imprenditore statunitense (Oakboro, n. 1927 - † 2022)
- Randall D. Smith, imprenditore statunitense (n. 1942)

## Incisori(1)
- Benjamin Smith, incisore e editore inglese (Londra, n. 1754 - † 1833)

## Ingegneri(2)
- Burrell Smith, ingegnere statunitense (New York, n. 1955)
- Phillip Hagar Smith, ingegnere statunitense (Lexington, n. 1905 - † 1987)

## Inventori(2)
- Francis Pettit Smith, inventore britannico (Hythe, n. 1808 - South Kensington, † 1874)
- Horace Smith, inventore e imprenditore statunitense (Cheshire, n. 1808 - Springfield, † 1893)

## Kickboxer(1)
- Maurice Smith, kickboxer e artista marziale misto statunitense (Seattle, n. 1961)

## Linguisti(1)
- William Smith, linguista e lessicografo britannico (Londra, n. 1813 - Londra, † 1893)

## Liutai(1)
- Paul Reed Smith, liutaio e imprenditore statunitense (Stevensville, n. 1956)

## Liutisti(1)
- Hopkinson Smith, liutista e chitarrista statunitense (New York, n. 1946)

## Lottatori(2)
- John Smith, ex lottatore statunitense (Oklahoma City, n. 1965)
- William Smith, lottatore statunitense (Portland, n. 1928 - Humboldt, † 2018)

## Lunghiste(1)
- Ackelia Smith, lunghista e triplista giamaicana (n. 2002)

## Lunghisti(1)
- Tyrone Smith, lunghista bermudiano (Paget, n. 1984)

## Matematici(3)
- Henry John Stephen Smith, matematico britannico (Dublino, n. 1826 - Oxford, † 1883)
- Robert Smith, matematico britannico (n. 1689 - Cambridge, † 1768)
- Wolfgang Smith, matematico e fisico statunitense (Vienna, n. 1930 - Ventura, † 2024)

## Medici(1)
- Theobald Smith, medico e batteriologo statunitense (Albany, n. 1859 - New York, † 1934)

## Mezzofondisti(1)
- Harrison Smith, mezzofondista statunitense (Winchester, n. 1876 - Upper Montclair, † 1947)

## Mezzosoprani(1)
- Muriel Smith, mezzosoprano e attrice statunitense (New York, n. 1923 - Richmond, † 1985)

## Micologhe(1)
- Annie Lorrain Smith, micologa britannica (Liverpool, n. 1854 - Londra, † 1937)

## Micologi(1)
- Alexander Hanchett Smith, micologo e agronomo statunitense (Crandon, n. 1904 - Ann Arbor, † 1986)

## Militari(3)
- James Duncan Smith, militare canadese (Winnipeg, n. 1914 - Tobruch, † 1941)
- John Smith, militare, marinaio e scrittore inglese (Willoughby, n. 1580 - Londra, † 1631)
- William Alexander Smith, militare scozzese (Thurso, n. 1854 - Londra, † 1914)

## Missionari(1)
- Joseph Fielding Smith, missionario statunitense (Far West, n. 1838 - Salt Lake City, † 1918)

## Modelle(6)
- Ava Smith, supermodella statunitense (Chicago, n. 1988)
- Chelsi Smith, modella statunitense (Redwood City, n. 1973 - Mifflin, † 2018)
- Christine Smith, modella statunitense (San Dimas, n. 1979)
- Claire Elizabeth Smith, modella britannica (Chester, n. 1970)
- Karen Brucene Smith, modella statunitense (Port Lavaca, n. 1952)
- Rachel Smith, modella statunitense (Panama, n. 1985)

## Modelli(1)
- Lucky Blue Smith, modello statunitense (Spanish Fork, n. 1998)

## Montatori(2)
- James Smith, montatore statunitense (Staten Island, n. 1892 - Rahway, † 1951)
- Lee Smith, montatore australiano (Sydney, n. 1960)

## Montatrici(1)
- Rose Smith, montatrice e attrice statunitense (New York, n. 1897 - Glendale, † 1962)

## Mountain biker(1)
- Steve Smith, mountain biker canadese (Nanaimo, n. 1989 - Nanaimo, † 2016)

## Multiplisti(2)
- Maurice Smith, multiplista giamaicano (Spanish Town, n. 1980)
- Mike Smith, ex multiplista canadese (Kenora, n. 1967)

## Musiciste(1)
- Kendra Smith, musicista statunitense (n. 1960)

## Musicisti(3)
- Pretty Lights, musicista e produttore discografico statunitense (n. 1981)
- Larry Smith, musicista inglese (Oxford, n. 1944)
- Mike Smith, musicista e produttore discografico britannico (n. 1943 - † 2008)

## Naturalisti(1)
- Frank Percy Smith, naturalista, regista e fotografo inglese (Londra, n. 1880 - Londra, † 1945)

## Navigatori(1)
- William Smith, navigatore e esploratore britannico (Blyth, n. 1775 - † 1847)

## Nuotatori(6)
- Brendon Smith, nuotatore australiano (Melbourne, n. 2000)
- Clark Smith, nuotatore statunitense (Atlanta, n. 1995)
- Graham Smith, ex nuotatore canadese (Edmonton, n. 1958)
- Graeme Smith, ex nuotatore scozzese (Falkirk, n. 1976)
- Kieran Smith, nuotatore statunitense (Ridgefield, n. 2000)
- William Smith, nuotatore statunitense (Honolulu, n. 1924 - Honolulu, † 2013)

## Nuotatrici(7)
- Leah Smith, nuotatrice statunitense (Mount Lebanon, n. 1995)
- Leanne Smith, nuotatrice statunitense (Beverly, n. 1988)
- Rebecca Smith, nuotatrice canadese (Red Deer, n. 2000)
- Regan Smith, nuotatrice statunitense (Lakeville, n. 2002)
- Shannon Smith, ex nuotatrice canadese (Vancouver, n. 1961)
- Tatjana Smith, nuotatrice sudafricana (Johannesburg, n. 1997)
- Tobie Smith, ex nuotatrice statunitense (New York, n. 1973)

## Organisti(1)
- Jimmy Smith, organista statunitense (Norristown, n. 1925 - Scottsdale, † 2005)

## Ostacoliste(1)
- Michelle Smith, ostacolista, mezzofondista e velocista americo-verginiana (Saint Croix, n. 2006)

## Ottici(1)
- James Smith, ottico inglese (Inghilterra, n. 1800 - Auckland, † 1873)

## Pallanuotiste(1)
- Sophie Smith, pallanuotista australiana (Brisbane, n. 1986)

## Pallanuotisti(2)
- Charles Smith, pallanuotista britannico (Wigan, n. 1879 - Southport, † 1951)
- Jesse Smith, pallanuotista statunitense (Kailua, n. 1983)

## Pallavolisti(1)
- David Smith, pallavolista statunitense (Panorama City, n. 1985)

## Pattinatori di short track(1)
- Rusty Smith, ex pattinatore di short track statunitense (n. 1979)

## Pattinatrici artistiche su ghiaccio(1)
- Cecil Smith, pattinatrice artistica su ghiaccio canadese (Toronto, n. 1908 - † 1997)

## Pattinatrici di short track(1)
- Jessica Smith, pattinatrice di short track statunitense (Dearborn, n. 1983)

## Pianisti(2)
- Pinetop Smith, pianista statunitense (Troy, n. 1904 - Chicago, † 1929)
- Willie "The Lion" Smith, pianista statunitense (Goshen, n. 1893 - New York, † 1973)

## Piloti motociclistici(4)
- Barry Smith, pilota motociclistico australiano (Macclesfield, n. 1940)
- Bradley Smith, pilota motociclistico britannico (Oxford, n. 1990)
- Cyril Smith, pilota motociclistico britannico (Birmingham, n. 1919 - Keswick, † 1962)
- Kyle Smith, pilota motociclistico britannico (Huddersfield, n. 1991)

## Pistard(1)
- William Smith, pistard sudafricano (n. 1893 - Johannesburg, † 1958)

## Pittori(5)
- Carl Frithjof Smith, pittore norvegese (Oslo, n. 1859 - Weimar, † 1917)
- John Raphael Smith, pittore e incisore britannico (n. 1752 - † 1812)
- John Warwick Smith, pittore e illustratore inglese (Irthington, n. 1749 - Londra, † 1831)
- Richard Smith, pittore britannico (Letchworth Garden City, n. 1931 - † 2016)
- Thomas Smith, pittore inglese († 1767)

## Poetesse(2)
- Stevie Smith, poetessa e scrittrice inglese (Kingston upon Hull, n. 1902 - Londra, † 1971)
- Tracy K. Smith, poetessa statunitense (Falmouth, n. 1972)

## Poeti(4)
- Alexander Smith, poeta scozzese (Kilmarnock, n. 1830 - Wardie, † 1867)
- Clark Ashton Smith, poeta, scultore e pittore statunitense (Long Valley, n. 1893 - Pacific Grove, † 1961)
- Geoffrey Bache Smith, poeta britannico (Regno Unito, n. 1894 - Francia, † 1916)
- Marc Smith, poeta statunitense (Chicago, n. 1949)

## Politiche(3)
- Chloe Smith, politica inglese (Ashford, n. 1982)
- Jacqui Smith, politica britannica (Malvern, n. 1962)
- Mary Louise Smith, politica e attivista statunitense (Eddyville, n. 1914 - Des Moines, † 1997)

## Politici(33)
- Adam Smith, politico statunitense (Washington, n. 1965)
- Adrian Smith, politico statunitense (Scottsbluff, n. 1970)
- Al Smith, politico statunitense (New York, n. 1873 - New York, † 1944)
- Alyn Smith, politico britannico (Glasgow, n. 1973)
- Charles Emory Smith, politico e giornalista statunitense (Mansfield, n. 1842 - Filadelfia, † 1908)
- Chris Smith, politico statunitense (Rahway, n. 1953)
- Chris Smith, politico britannico (n. 1951)
- Cornelius Alvin Smith, politico bahamense (Long Island, n. 1937)
- Orlando Smith, politico anglo-verginiano (Tortola, n. 1944)
- Frederick Edward Smith, I conte di Birkenhead, politico britannico (Birkenhead, n. 1872 - Londra, † 1930)
- George William Smith, politico statunitense (Bathurst, n. 1762 - Richmond, † 1811)
- George T. Smith, politico statunitense (Contea di Mitchell, n. 1916 - Marietta, † 2010)
- Gordon Smith, politico statunitense (Pendleton, n. 1952)
- Henry Abel Smith, politico britannico (Londra, n. 1900 - Winkfield, † 1993)
- Hoke Smith, politico e editore statunitense (Newton, n. 1855 - Atlanta, † 1931)
- Ian Smith, politico rhodesiano (Selukwe, n. 1919 - Città del Capo, † 2007)
- James M. Smith, politico statunitense (Contea di Twiggs, n. 1823 - Columbus, † 1890)
- James Skivring Smith, politico liberiano (Charleston, n. 1825 - LuogoMorteLink= Buchanan, † 1892)
- Jason Smith, politico statunitense (Saint Louis, n. 1980)
- Jedediah K. Smith, politico e giurista statunitense (Amherst, n. 1770 - Amherst, † 1828)
- John W. Smith, politico statunitense (Detroit, n. 1882 - Detroit, † 1942)
- John Smith, politico britannico (Dalmally, n. 1938 - Londra, † 1994)
- Lamar Smith, politico statunitense (Baltimora, n. 1947)
- Lawrence J. Smith, politico statunitense (New York, n. 1941)
- Neal Edward Smith, politico statunitense (Hedrick, n. 1920 - † 2021)
- Peter Plympton Smith, politico statunitense (Boston, n. 1945)
- Preston Smith, politico statunitense (Corn Hill, n. 1912 - Lubbock, † 2003)
- Robert Smith, politico statunitense (Lancaster, n. 1757 - Baltimora, † 1842)
- Robert Freeman Smith, politico statunitense (Portland, n. 1931 - Medford, † 2020)
- Samuel Smith, politico statunitense (Carlisle, n. 1752 - Baltimora, † 1839)
- William French Smith, politico statunitense (Wilton, n. 1917 - Los Angeles, † 1990)
- William Smith, politico e avvocato statunitense (Marengo, n. 1797 - Richmond, † 1887)
- William E. Smith, politico e imprenditore statunitense (Inverness, n. 1824 - Milwaukee, † 1883)

## Predicatori(1)
- Wallace B. Smith, predicatore e religioso statunitense (Lamoni, n. 1929 - Lee's Summit, † 2023)

## Presbiteri(2)
- Bernard Smith, presbitero irlandese (Contea di Cavan, n. 1812 - Roma, † 1892)
- Laurids Smith, presbitero e scrittore danese (n. 1754 - † 1794)

## Produttori discografici(3)
- Aaron Smith, produttore discografico e disc jockey statunitense (Chicago)
- Adonis, produttore discografico, disc jockey e musicista statunitense (Chicago, n. 1963)
- Norman Smith, produttore discografico e batterista britannico (Londra, n. 1923 - Londra, † 2008)

## Produttori teatrali(1)
- Harold Prince, produttore teatrale e regista teatrale statunitense (Manhattan, n. 1928 - Reykjavík, † 2019)

## Pugili(6)
- Mysterious Billy Smith, pugile canadese (n. 1871 - † 1937)
- Callum Smith, pugile britannico (Liverpool, n. 1990)
- James Smith, ex pugile statunitense (Magnolia, n. 1953)
- Joe Smith Jr., pugile statunitense (Long Island, n. 1989)
- Kosie Smith, pugile e attore sudafricano (Johannesburg, n. 1946)
- William Smith, pugile sudafricano (Johannesburg, n. 1904 - Johannesburg, † 1955)

## Rapper(10)
- LL Cool J, rapper e attore statunitense (New York, n. 1968)
- Tone Lōc, rapper e attore statunitense (Compton, n. 1966)
- Rhymefest, rapper statunitense (Chicago, n. 1977)
- Shwayze, rapper statunitense (Malibù, n. 1986)
- Method Man, rapper e attore statunitense (New York, n. 1971)
- Dimples D., rapper statunitense
- Yeat, rapper statunitense (Irvine, n. 2000)
- PMD, rapper statunitense (Brentwood, n. 1968)
- Esham, rapper statunitense (Long Island, n. 1973)
- Roots Manuva, rapper britannico (Londra, n. 1972)

## Registi(13)
- Albert E. Smith, regista, sceneggiatore e produttore cinematografico britannico (Faversham, n. 1875 - Los Angeles, † 1958)
- Carter Smith, regista, sceneggiatore e fotografo statunitense (Bowdoinham, n. 1971)
- Christopher Smith, regista e sceneggiatore britannico (Bristol, n. 1970)
- Clifford Smith, regista, attore e produttore cinematografico statunitense (Richmond, n. 1894 - Los Angeles, † 1937)
- David Smith, regista, direttore della fotografia e sceneggiatore inglese (Faversham, n. 1872 - Santa Barbara, † 1930)
- Dennis Smith, regista, autore televisivo e direttore della fotografia statunitense
- George Albert Smith, regista, fotografo e inventore britannico (Londra, n. 1864 - Brighton, † 1959)
- Howard Smith, regista statunitense (Brooklyn, n. 1936 - Manhattan, † 2014)
- Jack Smith, regista, fotografo e artista statunitense (Columbus, n. 1932 - New York, † 1989)
- Kevin Smith, regista, sceneggiatore e attore statunitense (Red Bank, n. 1970)
- Michael Smith, regista e produttore televisivo statunitense
- Noel M. Smith, regista e sceneggiatore statunitense (Rockland, n. 1895 - Los Angeles, † 1955)
- Richard Smith, regista, sceneggiatore e attore cinematografico statunitense (Cleveland, n. 1886 - Los Angeles, † 1937)

## Rugbisti a 13(1)
- Brian Smith, rugbista a 13, rugbista a 15 e allenatore di rugby a 15 australiano (St. George, n. 1966)

## Rugbisti a 15(17)
- Ben Smith, ex rugbista a 15 neozelandese (Tauranga, n. 1983)
- Ben Smith, rugbista a 15 neozelandese (Dunedin, n. 1986)
- Nelie Smith, rugbista a 15 e allenatore di rugby a 15 sudafricano (Bloemfontein, n. 1934 - Città del Capo, † 2016)
- Tom Smith, rugbista a 15 e allenatore di rugby a 15 britannico (Londra, n. 1971 - † 2022)
- Aaron Smith, rugbista a 15 neozelandese (Palmerston North, n. 1988)
- Kwagga Smith, rugbista a 15 sudafricano (Lydenburg, n. 1993)
- Conrad Smith, ex rugbista a 15 e allenatore di rugby a 15 neozelandese (Hawera, n. 1981)
- Craig Smith, rugbista a 15 scozzese (Fulford, n. 1978)
- Damian Smith, ex rugbista a 15 australiano (Brisbane, n. 1969)
- Fin Smith, rugbista a 15 britannico (Warwick, n. 2002)
- George Smith, ex rugbista a 15 australiano (Sydney, n. 1980)
- Ian Smith, rugbista a 15 scozzese (Melbourne, n. 1903 - Edimburgo, † 1972)
- Ian Smith, rugbista a 15 e militare britannico (Dundee, n. 1944)
- Juan Smith, rugbista a 15 sudafricano (Bloemfontein, n. 1981)
- Marcus Smith, rugbista a 15 inglese (Manila, n. 1999)
- Toby Smith, ex rugbista a 15 neozelandese (Townsville, n. 1988)
- Wayne Smith, rugbista a 15 e allenatore di rugby a 15 neozelandese (Putāruru, n. 1957)

## Sceneggiatori(3)
- Hamilton Smith, sceneggiatore e regista statunitense (Muskegon, n. 1887 - Los Angeles, † 1941)
- Mark L. Smith, sceneggiatore e regista statunitense (New York)
- Sidney Smith, sceneggiatore e regista statunitense (n. 1877 - Chicago, † 1935)

## Scenografi(2)
- Jack Martin Smith, scenografo statunitense (Los Angeles, n. 1911 - Santa Barbara, † 1993)
- Oliver Smith, scenografo e direttore artistico statunitense (Waupun, n. 1918 - New York, † 1994)

## Schermidori(1)
- Mark Smith, ex schermidore statunitense (New York, n. 1956)

## Schermitrici(1)
- Julie Smith, ex schermitrice statunitense (n. 1972)

## Sciatori alpini(2)
- Jack Smith, sciatore alpino statunitense (n. 2001)
- Spencer Smith, ex sciatore alpino statunitense (n. 1998)

## Sciatori freestyle(1)
- Emerson Smith, sciatore freestyle statunitense (n. 1997)

## Sciatrici alpine(4)
- Cecilie Smith, ex sciatrice alpina norvegese (n. 1993)
- Leanne Smith, ex sciatrice alpina statunitense (North Conway, n. 1987)
- Leslie Smith, ex sciatrice alpina statunitense (Rutland, n. 1958)
- Lise Smith, ex sciatrice alpina norvegese (n. 1940)

## Sciatrici freestyle(1)
- Fanny Smith, sciatrice freestyle svizzera (Aigle, n. 1992)

## Scienziati(1)
- Hamilton Lanphere Smith, scienziato, astronomo e fotografo statunitense (New London, n. 1819 - New London, † 1903)

## Scrittori(8)
- Cecil Scott Forester, scrittore e drammaturgo inglese (Il Cairo, n. 1899 - Fullerton, † 1966)
- Albert Richard Smith, scrittore e alpinista inglese (Chertsey, n. 1816 - Londra, † 1860)
- Andrew Phillip Smith, scrittore e editore britannico (Penarth, n. 1966)
- A.S.D. Smith, scrittore, linguista e insegnante britannico (Sussex, n. 1883 - † 1950)
- Martin Cruz Smith, scrittore e giornalista statunitense (Reading, n. 1942 - San Rafael, † 2025)
- Scott B. Smith, scrittore e sceneggiatore statunitense (Summit, n. 1965)
- Tom Rob Smith, scrittore inglese (Londra, n. 1979)
- Wilbur Smith, scrittore zambiano (Broken Hill, n. 1933 - Città del Capo, † 2021)

## Scrittori di fantascienza(3)
- Cordwainer Smith, scrittore di fantascienza statunitense (Milwaukee, n. 1913 - Baltimora, † 1966)
- Douglas Smith, autore di fantascienza canadese
- E. E. Smith, autore di fantascienza statunitense (Sheboygan, n. 1890 - Seaside, † 1965)

## Scrittrici(7)
- Ali Smith, scrittrice britannica (Inverness, n. 1962)
- Dodie Smith, scrittrice e drammaturga britannica (Whitefield, n. 1896 - Uttlesford, † 1990)
- Eugenia Smith, scrittrice statunitense (Chicago, n. 1899 - North Kingstown, † 1997)
- Julie Smith, scrittrice statunitense (Annapolis, n. 1944)
- L. J. Smith, scrittrice statunitense (Fort Lauderdale, n. 1958 - Walnut Creek, † 2025)
- Lee Smith, scrittrice statunitense (Grundy, n. 1944)
- Zadie Smith, scrittrice e saggista britannica (Londra, n. 1975)

## Scultori(2)
- Tony Smith, scultore e architetto statunitense (South Orange, n. 1912 - New York, † 1980)
- David Smith, scultore statunitense (Decatur, n. 1906 - South Shaftsbury, † 1965)

## Sollevatori(1)
- Rosaire Smith, sollevatore canadese (Saint-Rosaire-d'Arthabaska, n. 1914 - Drummondville, † 1999)

## Soprani(1)
- Faryl Smith, soprano e cantante britannica (Kettering, n. 1995)

## Stilisti(1)
- Paul Smith, stilista britannico (Nottingham, n. 1946)

## Storici(4)
- Christopher Smith, storico britannico (Aylesbury, n. 1965)
- Digby Smith, storico britannico (Aldershot, n. 1935 - Thetford, † 2024)
- Morton Smith, storico statunitense (Filadelfia, n. 1915 - New York, † 1991)
- Whitney Smith, storico e disegnatore statunitense (Arlington, n. 1940 - Boston, † 2016)

## Tastieristi(2)
- Bernie Smith, tastierista britannico (Londra, n. 1971)
- Les Smith, tastierista inglese

## Tenniste(5)
- Alana Smith, tennista statunitense (Stati Uniti d'America, n. 1999)
- Alicia Smith, tennista australiana (Tamworth, n. 1996)
- Anna Smith, ex tennista britannica (Sanderstead, n. 1988)
- Anne Smith, ex tennista statunitense (Dallas, n. 1959)
- Samantha Smith, ex tennista britannica (Epping, n. 1971)

## Tennisti(5)
- John-Patrick Smith, tennista australiano (Townsville, n. 1989)
- Jonathan Smith, ex tennista britannico (Devon, n. 1955)
- Nathan Smith, tennista statunitense
- Roger Smith, ex tennista bahamense (Freeport, n. 1964)
- Sydney Howard Smith, tennista e giocatore di badminton britannico (Stroud, n. 1872 - Stroud, † 1947)

## Tiratori di fune(2)
- George Smith, tiratore di fune britannico (Kirkdale, n. 1876 - Liverpool, † 1915)
- Thomas Swindlehurst, tiratore di fune britannico (n. 1874 - † 1959)

## Tiratrici a volo(2)
- Austen Smith, tiratrice a volo statunitense (Keller, n. 2001)
- Penny Smith, tiratrice a volo australiana (Geelong, n. 1995)

## Triatlete(1)
- Terri Smith, ex triatleta canadese (n. 1970)

## Triatleti(1)
- Spencer Smith, triatleta britannico (n. 1973)

## Tripliste(1)
- Trecia Smith, triplista giamaicana (Westmoreland, n. 1975)

## Truccatori(1)
- Dick Smith, truccatore statunitense (Larchmont, n. 1922 - Los Angeles, † 2014)

## Tuffatori(1)
- Harold Smith, tuffatore statunitense (Ontario, n. 1909 - La Jolla, † 1958)

## Tuffatrici(2)
- Anabelle Smith, tuffatrice australiana (Melbourne, n. 1993)
- Caroline Smith, tuffatrice statunitense (Cairo, n. 1906 - Las Vegas, † 1994)

## Velociste(3)
- Jonielle Smith, velocista giamaicana (Kingston, n. 1996)
- Phylis Smith, ex velocista britannica (Birmingham, n. 1965)
- Ronetta Smith, ex velocista giamaicana (n. 1980)

## Velocisti(8)
- Dean Smith, velocista, stuntman e attore statunitense (Breckenridge, n. 1932 - Breckenridge, † 2023)
- Ronnie Ray Smith, velocista statunitense (Los Angeles, n. 1949 - Los Angeles, † 2013)
- Calvin Smith, ex velocista statunitense (Bolton, n. 1961)
- Chuck Smith, ex velocista statunitense (Chicago, n. 1949)
- John Smith, ex velocista statunitense (Los Angeles, n. 1950)
- LaMont Smith, ex velocista statunitense (Filadelfia, n. 1972)
- Miles Smith, velocista statunitense (n. 1984)
- Tommie Smith, ex velocista e ex giocatore di football americano statunitense (Clarksville, n. 1944)

## Vescovi cattolici(1)
- Leo Richard Smith, vescovo cattolico statunitense (Attica, n. 1905 - Roma, † 1963)

## Violinisti(2)
- Graham Smith, violinista britannico (Londra, n. 1947)
- Stuff Smith, violinista statunitense (Portsmouth, n. 1909 - Monaco di Baviera, † 1967)

## Wrestler(9)
- Ivar, wrestler statunitense (Lynn, n. 1984)
- Kenny Omega, wrestler canadese (Winnipeg, n. 1983)
- Ashton Smith, wrestler inglese (Kingston, n. 1988)
- David Hart Smith, wrestler canadese (Calgary, n. 1985)
- Grizzly Smith, wrestler statunitense (Contea di Grayson, n. 1932 - Amarillo, † 2010)
- Davey Boy Smith, wrestler inglese (Golborne, n. 1962 - Invermere, † 2002)
- Kendra Smith, wrestler statunitense (Denver, n. 1981)
- Michael Smith, ex wrestler statunitense (Waco, n. 1963)
- Rockin' Robin, ex wrestler statunitense (Charlotte, n. 1964)

## Zoologi(1)
- Andrew Thomas Smith, zoologo statunitense (n. 1946)

## Senza attività specificata(3)
- Maria Ann Smith, agricoltrice australiana (Peasmarsh, n. 1799 - Ryde, † 1870)
- Percy Smith, topografo e etnologo neozelandese (Beccles, n. 1840 - New Plymouth, † 1922)
- Tilly Smith, britannica (n. 1994)